# El Bonifet (l'Esquirol)
El Bonifet és una masia de l'Esquirol (Osona) inclosa a l'Inventari del Patrimoni Arquitectònic de Catalunya.

## Descripció
Masia de planta rectangular (10 x 8 m), coberta a dues vessants i amb el carener perpendicular a la façana, situada a Ponent. Consta de planta baixa, pis i golfes. La façana principal presenta un portal amb emmarcaments de totxo i una finestra oberta en un portal tapiat amb llinda i emmarcaments de gres; al primer pis hi ha una finestra amb emmarcaments i llinda de gres, datada (1671), amb ampit motllurat i carreus de pedra picada sota l'ampit. Al sector sud presenta un cos de corts de totxana adossat a la casa a través d'un terrat al primer pis sostingut per bigues de pòrtland. El cos de cort presenta uns fonaments alts, segurament una fossa, un portal, i està cobert amb fibrociment (Uralita). La façana Nord presenta un cos de cobert adossat (4 x 5 m) que consta de planta (actualment garatge) i un porxo, possiblement adaptat per aquesta funció recentment, al primer pis. Unit a aquest cos pel sector Est hi ha un petit cos de corts de totxana de planta baixa. Al primer pis s'obren dues finestres. La façana Est està parcialment adossada al pendent del terreny i presenta dues finestres al primer pis. La façana sud presenta un portal al terrat (primer pis).

## Història
Masia del segle xvii relacionada amb l'antiga parròquia de Santa Maria de Corcó. Sembla que fou la última rectoria de la Bertrana (mas relacionat amb la parròquia) abans que es construís l'actual rectoria vella. El nom original del mas seria "el Benifet", que deriva de la residència d'un beneficiat eclesiàstic, i amb aquest nom consta en el diari de Joan de la Guàrdia (1640). L'edifici actual (1671) té més l'estructura i vistositat d'un estament eclesiàstic que no mas d'una modesta pagesia de l'època. Sembla que en el temps que fou reformada continuà essent per un cert temps la residència del beneficiat.
Apareix en el "Nomenclator de la Provincia de Barcelona. Partido Judicial de Vich. 1860" com a casa de pagès.